# Dolina Wielkiej Równi

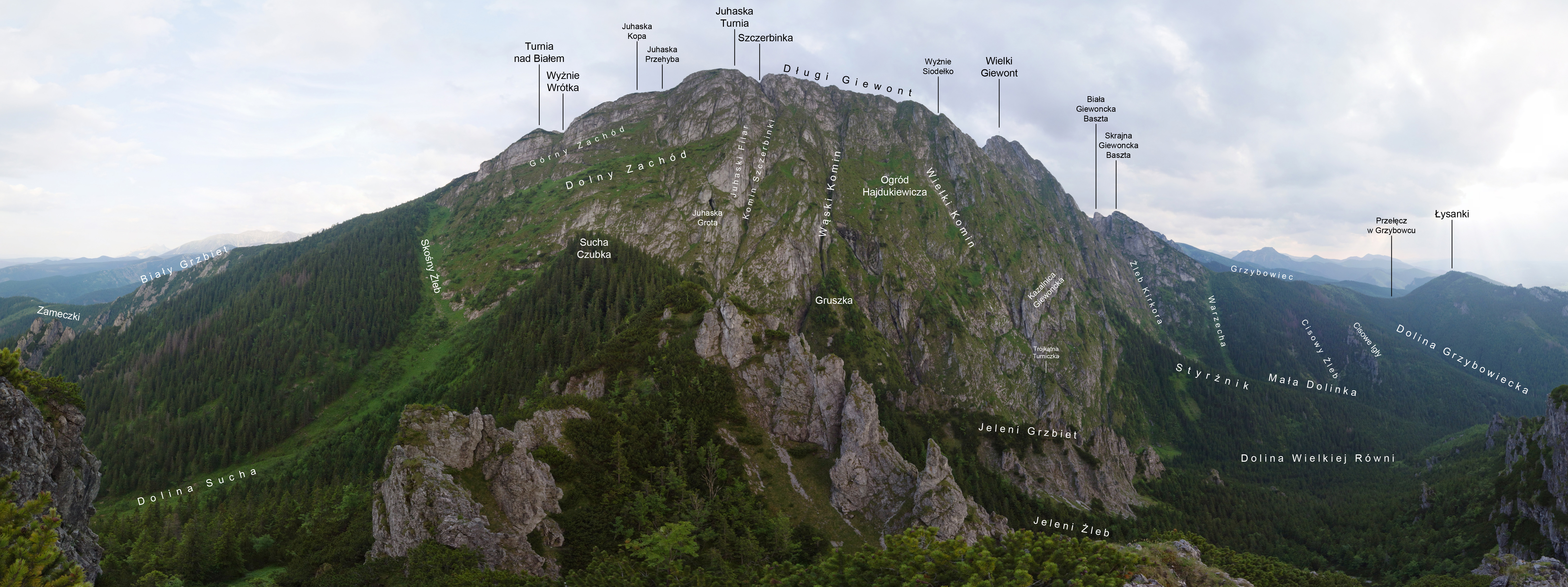
Dolina Wielkiej Równi i jej otoczenie

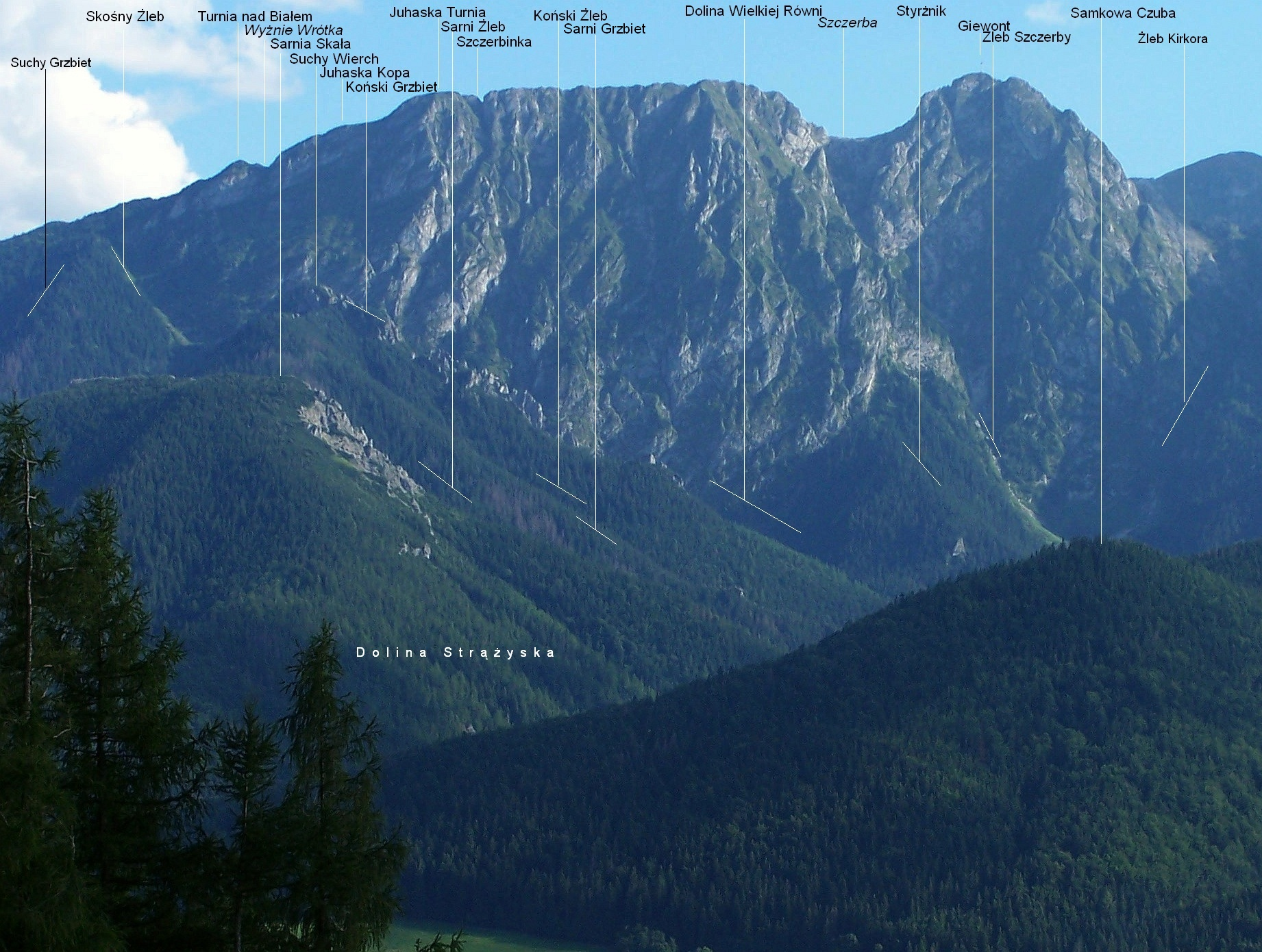
Północna ściana Giewontu i Dolina Wielkiej Równi

Dolina Wielkiej Równi lub Dolinka do Bani – wschodnia, górna odnoga Doliny Strążyskiej w polskich Tatrach Zachodnich. Pierwszą nazwę podaje Wielka encyklopedia tatrzańska, nazwa ta pochodzi od znajdującej się w dolinie Wielkiej Równi. Władysław Cywiński używa nazwy Dolinka do Bani i nazwa ta pochodzi od istniejących tutaj dawniej bani, czyli kopalni rud.
Dolinka położona jest pod ścianami Długiego Giewontu. Jej zachodnie zbocza tworzy zalesiony, krótki i stromy grzbiet Styrżnika opadający od ścian Długiego Giewontu w północno-zachodnim kierunku do Siklawicy. Oddziela on Dolinę Wielkiej Równi od Małej Dolinki – drugiego odgałęzienia Doliny Strążyskiej, również położonego pod ścianami Giewontu. Zbocza południowe tworzą ściany Długiego Giewontu, wschodnie filar Długiego Giewontu odchodzący od Juhaskiej Kopy, dalej krótki grzbiet od Wyżniej Suchej Przełęczy do Suchego Wierchu i jego północno-zachodni Jeleni Grzbiet. Do dolinki uchodzą 3 żleby:
- krótki żleb opadający z kulminacyjnego punktu Styrżnika do najniżej położonego miejsca pod ścianami Długiego Giewontu,
- Banie (żleb) opadający spod Wyżniej Suchej Przełęczy,
- Jeleni Żleb opadający z Niżniej Suchej Przełęczy na najniższą część Wielkiej Równi[3].

Cały obszar doliny zbudowany jest ze skał węglanowych. Występujące w nich zjawiska krasowe powodują, że dolina jest sucha, woda spływa bowiem podziemnymi przepływami. Wypływa wywierzyskiem dopiero w dolnej części doliny, niewiele powyżej Siklawicy. Okresowy potok spływa dnem doliny jedynie po większych opadach. Znajduje się tu kilka jaskiń m.in. Dziura nad Doliną Strążyską, Kominek Giewontowy.
Dolina Wielkiej Równi była dawniej wypasana, wchodziła w skład Hali Strążyskiej. Jej wartość użytkowa była znikoma. Miała też swoją przeszłość górniczą. W środkowej części żlebu Banie były tutaj kiedyś kopalnie rud metali i stąd nazwa tego żlebu. Rudy metali wydobywano tutaj bardzo dawno; w dokumentach jest wzmianka o kopalni miedzi Gyevant, w której przestano wydobywać rudy już w XVI wieku (prawdopodobnie w 1576 r.).
Obecnie dolna część doliny jest zalesiona, górna piarżysto-trawiasta. Dawniej prowadziły do niej dwa znakowane szlaki turystyczne: niebiesko-żółty od wodospadu Siklawica na Wielką Rówień i czerwony z Czerwonej Przełęczy. Obecnie nie prowadzą tutaj żadne szlaki turystyczne. Liczne i bardzo atrakcyjne dla taterników drogi wspinaczkowe w północnych ścianach Giewontu (niektóre z nich zaczynały się w Dolinie Wielkiej Równi) również są dla taterników zamknięte. Jest to obszar ochrony ścisłej Regle Zakopiańskie.